# Winkler Bäckereimaschinen-Backöfen
Das Unternehmen Winkler GmbH & Co. KG Bäckereimaschinen-Backöfen aus Villingen-Schwenningen war ein Weltmarktführer in der Herstellung von Bäckereimaschinen und Backöfen, richtete aber auch Bäckereien vollständig ein. Es bestand von 1922 bis 1999.

## Geschichte

### Die Anfänge

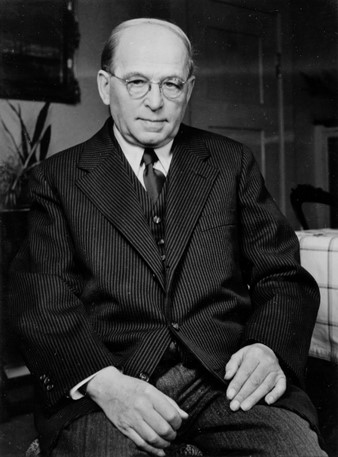
Fridolin Winkler, Gründer von Winkler Bäckereimaschinen-Backöfen um 1932

Gegründet wurde das Unternehmen von Fridolin Winkler (* 29. November 1882, † 18. Mai 1969), eines von 17 Kindern eines Sägewerksbesitzers in Albbruck. Nach einer Ingenieurausbildung in Karlsruhe arbeitete er bei der Villinger Backofen-Fabrik Gbr. Oberle & Co.. 1923 machte er sich in Villingen selbständig, um eine vollautomatische Brötchenteil- und Rundwirkmaschine zu bauen. Damit sollte den Bäckereien die Arbeit erleichtert werden. Im Dezember 1927 beschäftigte er schon 27 Arbeitnehmer. Bald folgte eine weitere Maschine zur Herstellung von Zwieback. Während des Zweiten Weltkrieges arbeitete Winkler auch für die Rüstungsindustrie.

### Nachkriegszeit
Am Kriegsende 1945 beschäftigte er noch 35 Arbeitnehmer. Nach der Währungsreform 1948 nahm das Unternehmen erneut Aufschwung. Eines der Hauptprodukte blieb die Brötchenteil- und Rundwirkmaschine, die unter dem Namen Derby an den Markt gebracht wurde. Eine Derby-Maschine konnte jetzt stündlich 12.000 Brötchen herstellen.

### Expansion
Im Jahre 1953 fusionierte Fridolin Winkler mit der Backofen-Fabrik Gbr. Oberle GmbH & Co., bei der er anfänglich gearbeitet hatte und ehelichte eine Tochter deren Besitzers. Damit konnte Winkler nicht nur Bäckereimaschinen, sondern jetzt auch Backöfen anbieten. Im Jahre 1954 erstellte er eine erste eigene Fabrikhalle auf dem Industriegelände in der Vockenhauser Straße in Villingen, das der neue Firmensitz des Unternehmens und ständig ausgebaut wurde.
In den 1960er Jahren war Winkler mit seinen Produkten so erfolgreich und die Nachfrage so stark, dass die Produktionskapazitäten in Villingen nicht mehr ausreichten. Er ließ bei befreundeten Unternehmen unter anderem in St. Pölten, Belgrad, Warschau, Istanbul und Paris produzieren. 1963 wurden mehr als 50 Prozent der Produkte von Winkler exportiert.
Bereits 1960 übergab Fridolin Winkler die Geschäftsführung an seinen Sohn Helmut Winkler. Unter ihm setzte sich der Erfolg zunächst fort. 1968 beschäftigte das Unternehmen in Villingen 756 Arbeitnehmer, davon 57 Gastarbeiter. Das Unternehmen zeichnete sich durch hohe soziale Leistungen an seine Arbeitnehmer aus. Es stellte Betriebswohnungen zur Verfügung, richtete eine Lehrwerkstatt ein, unterhielt einen Werks-Chor und eine Betriebsfußballmannschaft.

### Niedergang
Der weltweite Konjunktureinbruch der Jahre 1973 und 1974 auf Grund der Ölkrise führte zu einem starken Rückgang der Aufträge. Winkler musste Kurzarbeit anmelden. Weiterhin führte der große Erfolg Winklers der vorangegangenen Jahre zu Nachahmern und damit zu einem härteren Wettbewerb, der sich vor allem auf die Preisbildung auswirkte. Die Geschäftsführung reagierte darauf mit Kostensenkungsmaßnahmen. Die Zahl der Arbeitnehmer wurde kontinuierlich gesenkt. Wurden 1969 bis 1971 noch rund 800 Arbeitnehmer beschäftigt, waren es 1999 noch 325 Arbeitnehmer und 28 Auszubildende. Unternehmensberatungen wurden beauftragt, das Unternehmen zu restrukturieren, jedoch ohne Erfolg. 1998 musste das Unternehmen bei einem Umsatz von 190 Mio. DM einen Jahresverlust von 31,3 Mio. DM hinnehmen. 1999 sank der Umsatz nochmals auf 62 Mio. DM. Es wurde ein Verlust von 23,4 Mio. DM ausgewiesen. Eine Insolvenz konnte zunächst nur dadurch vermieden werden, dass im Jahre 1998 BW-Kapitalbeteiligung-GmbH in das Unternehmen nochmals über 20 Mio. DM investierte. Außerdem beteiligte sich 1999 Kunzi KG, Stuttgart, mit 5 Mio. DM am Unternehmen.

## Insolvenz
Am 19. November 1999 beantragte Winkler beim Amtsgericht Villingen-Schwenningen das Insolvenzverfahren. Der Stuttgarter Rechtsanwalt Volker Grub wurde zum Insolvenzverwalter bestellt. Eröffnet wurde das Insolvenzverfahren am 1. Februar 2000.

### Insolvenzursachen
Der Insolvenzverwalter stellte fest, dass trotz der hohen Kapitalzufuhr der Jahre 1998 und 1999 die Insolvenz nicht vermieden werden konnte. Ursächlich hierfür waren:
- Eine unrationelle Fertigung mit zu hohen Rüstzeiten und Hemmnissen im Produktionsablauf,
- eine mangelhafte Arbeitsvorbereitung,
- die ungenügende maschinelle Ausstattung für Schweiß- und Montagearbeiten,
- eine unzureichende konstruktive Dokumentation,
- die Überalterung des Maschinenparks, die zu zahlreichen Stillstandzeiten führte,
- eine zu große Typenvielfalt und mangelnde Standardisierung der Produkte,
- Auslieferung nicht ausgereifter Großanlagen, an denen dann nach Auslieferung mit hohen Kosten nachgearbeitet werden musste,
- fehlende Kostenträgerrechnungen,
- die wiederholte unvollständige Auslieferung von Maschinen, die zu hohen Montagekosten führte,
- häufiger Lieferverzug, der zu Vertragsstrafen führte, und
- zwei Großaufträge nach Griechenland und in die Türkei, die in den Jahren 1997 und 1998 zu hart umkämpften Preisen unter den kalkulierten Kosten angenommen wurden und alle Abteilungen des Unternehmens so in Anspruch nahmen, dass andere Aufträge liegen blieben und hohe Verluste verursachten.

### Sanierungsmaßnahmen und Stilllegung
Grub sah für eine Fortführung des Unternehmens einen sehr hohen Anpassungsbedarf. Das Produktionsprogramm und die Fertigungstiefe mussten gestrafft werden. Es sollte die Belegschaft von 345 auf 139 Arbeitnehmer abgebaut werden. Für das erste Planjahr war noch ein Umsatz von 52 Mio. DM vorgesehen.
Nach einem ordentlichen Auftragseingang zu Beginn des Jahres 2000 ließ in den Monaten Juli und August 2000 die Lieferpünktlichkeit des Unternehmens nach, es wurde wieder unvollständig ausgeliefert. Dadurch musste bei Montagen mit erheblichen Kosten nachgearbeitet werden. Auch bei Ersatzteilbestellungen der Kunden kam es zu langen Lieferzeiten. Ein besonderer Engpass war die Konstruktion; hier stand nicht mehr die erforderliche Anzahl von qualifizierten Konstrukteuren zur Verfügung. 30 qualifizierte Mitarbeiter, die vom Insolvenzverwalter für die Fortführung vorgesehen waren, kündigten von sich aus. Neue Mitarbeiter waren nicht zu finden. Winkler war personell ausgeblutet.
Auf der anderen Seite erhoben 18 Mitarbeiter, die vom Insolvenzverwalter gekündigt wurden, Kündigungsschutzklagen, denen im Oktober 2000 79 weitere Klagen von gekündigten Arbeitnehmern folgten. Eine Reihe qualifizierter Mitarbeiter machten sich selbständig und boten Ersatzteile von Winkler sowie Montage- und Serviceleistungen für Winkler-Maschinen am Markt an.
Der Insolvenzverwalter verfügte daraufhin Ende September 2000 die Stilllegung des gesamten Unternehmens mit einer Auslaufplanung bis Ende Januar 2001.

### Tochterunternehmen
Zu Winkler gehörten zum Zeitpunkt der Insolvenz folgende Tochtergesellschaften:
- Wachtel GmbH & Co. Bäckereimaschinen-Backöfen, Hilden, mit 90 Arbeitnehmern. Hergestellt und vertrieben wurden Bäckereimaschinen und Backöfen vorwiegend für das Bäckerhandwerk. An dieser Gesellschaft war Winkler mit 16 %, Hans-Günter Wachtel mit 9,2 % und Winkler BW-Kapitalbeteiligungs-GmbH mit 74,8 % beteiligt. Hans-Günter Wachtel übernahm im Insolvenzverfahren die Beteiligung von Winkler. Anschließend übernahm die Wachtel GmbH & Co. die Muttergesellschaft Winkler GmbH.[10]
- Wachtel, Bäckerei-Technik GmbH & Co. KG in Pulsnitz mit 40 Arbeitnehmern. Hergestellt wurde vor allem sogenannte Stikkenöfen für den handwerklichen Bäckereibedarf.
- Winkler-Hebeke Kältesysteme GmbH, Braunschweig. Das Unternehmen beschäftigte 18 Arbeitnehmer und befasste sich mit der Herstellung von Kälteanlagen. Das Unternehmen wurde stillgelegt.
- Winkler Kältetechnik GmbH, Villingen-Schwenningen. Das Unternehmen beschäftigte noch 4 Arbeitnehmer und befasste sich mit Kältetechnik für den Bäckereibetrieb mit Gefrierzellen, Kühlzellen, Schockfrosten und Gärunterbrechen. Winkler war nur mit ⅓ am Kapital beteiligt. Weitere Anteile hielten die Firma Wachtel GmbH & Co., Hilten, und Werner Volmari, Warstein. Das Unternehmen wurde stillgelegt.
- Winkler Bäckereimaschinen-Backöfen Marktcenter Nord GmbH, Schneverdingen. Das Unternehmen führte Montagearbeiten im norddeutschen Raum für Bäckereianlagen durch. Es wurde mangels Aufträgen stillgelegt.
- Winkler Polska Sp.z.o.o., Warschau. Das Unternehmen beschäftigte 11 Arbeitnehmer und war Vertriebsgesellschaft für Winkler und führte im osteuropäischen Raum Montage und Kundendienstarbeiten aus. Das Unternehmen wurde vom Insolvenzverwalter fortgeführt und am 17. Mai 2001 an Winkler/Wachtel in Pulsnitz veräußert.
- Winkler Schweiz GmbH, Münchenstein, Schweiz. Es handelte sich um eine Vertriebsgesellschaft für Winkler mit vier Mitarbeitern an der Winkler mit 1/3 beteiligt war. Grub veräusserte am 2. Mai 2001 den Winkleranteil an FTS Food Technology GmbH, CH-Oberwil.
- Die Winkler U.S.A, LP, Rockaway, USA mit 15 Arbeitnehmern vertrieb die Winkler-Produkte in den USA. Der Insolvenzverwalter konnte das Unternehmen im Wege eines Management-Buy-Outs am 9. Februar 2001 an den dortigen Geschäftsführer Phil Domenicucci veräußern, der am Unternehmen später die Horstmann-Gruppe beteiligte. Dadurch konnte Horstmann die Marke “Winkler” auch in Nordamerika nutzen.
- UZ-Winkler GmbH, Taschkent, Usbekistan. Es handelte sich um ein deutsch-usbekisches Gemeinschaftsunternehmen, das Montageservices, Wartungs- und Garantiearbeiten für Winkler in Usbekistan durchführte. Winkler war an diesem Unternehmen zu 33,5 Prozent beteiligt. Das Unternehmen wurde Anfang der 1990er Jahre gegründet, als Winkler eine Reihe von Großanlagen nach Usbekistan lieferte. 1999 hatte das Unternehmen seine Tätigkeit bereits eingestellt, weil in Usbekistan keine Aufträge mehr zu erlangen waren. Ein Erlös für die Beteiligung war nicht zu erzielen.
- Winkler Hellas LTD, Athen, Griechenland. Winkler hielt an diesem Unternehmen 50 % des Kapitals. Das Unternehmen beschäftigte 27 Arbeitnehmer und stellte preiswerte Etagenbacköfen für den griechischen Markt her. 50 % dieses Unternehmens wurden von Erben eines früheren griechischen Mitgesellschafters gehalten. Das Unternehmen erzielte 1998 noch einen Umsatz von 2,6 Mio. DM und einen Gewinn von 328.000 DM. Der Insolvenzverwalter konnte das Unternehmen fortführen und seine Beteiligung von 50 % zum 1. Oktober 2001 an den dortigen Geschäftsführer Peter Nägele veräußern.

### Verkauf des Winkler-Maschinenprogrammes
Die Bemühungen des Insolvenzverwalters waren darauf ausgerichtet, einen Übernehmer für den Geschäftsbetrieb von Winkler zu finden. Alle Verhandlungen mit interessierten Unternehmen bis Ende September 2000 scheiterten jedoch. Erst, nachdem Grub im September die Stilllegung des Unternehmens verfügte, zeigte Jürgen Horstmann, Inhaber der Wettbewerbsfirma Werner & Pfleiderer mit Verwaltung in Hamm und Produktion in Dinkelsbühl, Interesse an dem Maschinenprogramm von Winkler. Am 15. Mai 2001 einigte sich Grub mit Horstmann auf eine Minimallösung. Horstmann gründete die Auffanggesellschaft Winkler Bäckereimaschinen Beteiligungs-GmbH und übernahm das gesamte Winkler Produktionsprogramm und die Marke Winkler. Er stellte 21 ehemalige Mitarbeiter von Winkler neu ein und unterhielt bis zum Jahr 2005 in Villingen einen Produktionsstandort.

### Das Industrieanwesen
Für das freigewordene Industriegelände von Winkler in der Vockenhauserstraße 4 gab es zunächst keine Kaufinteressenten. Deshalb schloss Insolvenzverwalter Grub im August 2001 mit der Firma Technologie- und Industrie-Park VS Service-GmbH einen Dienstleistungsvertrag ab und richtet den Winkler-Gewerbepark ein. An 17 Unternehmen wurden Büro-, Werkstatt-, Ausstellungs- und Lagerflächen vermietet. Erst zum 1. August 2005 veräußerte der Insolvenzverwalter das Anwesen an META Immobilien und Beteiligungs GmbH & Co. KG von Halil Koyuncu.
Das Insolvenzverfahren wurde 2006 beendet. Insolvenzgläubiger mit Forderungen in Höhe von 22,8 Mio. € erhielten eine Zahlungsquote von 6 %.